# Fachwirt im Gastgewerbe
Geprüfter Fachwirt im Gastgewerbe ist ein öffentlich-rechtlich anerkannter Abschluss auf Meisterebene, der nach einer erfolgreich absolvierten branchenbezogenen kaufmännischen Aufstiegsfortbildung gemäß Berufsbildungsgesetz vergeben wird. Die bundeseinheitliche Prüfung erfolgt auf Grundlage einer besonderen Rechtsverordnung vor dem Prüfungsausschuss einer Industrie- und Handelskammer (IHK).

## Arbeitsgebiete und Aufgaben
Fachwirte im Gastgewerbe kommen in weiten Bereichen der Hotel- und Gastronomiebranche zum Einsatz und nehmen dort Führungs- bzw. Leitungsaufgaben in Hotels, Restaurants, systemgastronomischen Einrichtungen, Caterern oder sonstigen gastgewerblichen Einrichtungen unter Anwendung von wirtschaftlichen, rechtlichen und sozialen Vorgaben wahr. Sie haben Gästeerwartungen zu analysieren, neue Trends und Entwicklungen zu berücksichtigen und diese Erkenntnisse kaufmännisch und führungstechnisch umzusetzen. Neben der Durchführung und Kontrolle gastgewerblicher Leistungen übernimmt der Fachwirt im Gastgewerbe auch Aufgaben im aktiven Marketing und Verkauf und nutzt dazu geeigneten technische und mediale Kommunikationsmittel und -instrumente.
Fachwirte im Gastgewerbe verfügen über Kenntnisse, Fertigkeiten und Erfahrungen, die sie in der Regel durch eine einschlägige Berufsausbildung und mehrjährige Berufserfahrung erworben haben.

## Fortbildungsinhalte
Wirtschaftsbezogene Qualifikationen
- Volks- und Betriebswirtschaft
- Rechnungswesen
- Recht und Steuern
- Unternehmensführung

Handlungsfeldspezifische Qualifikationen
- Gästeorientierung und Marketing
  - Gäste gewinnen und betreuen
  - Marketing in der Gastronomie
- Branchenbezogenes Management
  - Mitarbeiterführung
  - Warenwirtschaftssystem
  - Qualitätsmanagement
  - Veranstaltungsplanung
  - Zusammenarbeit
- Gastronomisches Recht
  - Gastronomisches Recht
  - Verträge im Gastgewerbe
- Gastronomische Angebotsformen
  - Gastronomische Abgaben
  - Hotel und Gastgewerbe
  - Systemgastronomie
  - Gemeinschaftsverpflegung und Catering

## Fortbildungsdauer
Lehrgänge zur Prüfungsvorbereitung können in Vollzeit oder berufsbegleitend absolviert werden und dauern in der Regel zwischen 3 und 24 Monaten. Für die Zulassung zu der Prüfung ist die Teilnahme an einem Lehrgang allerdings nicht verpflichtend.

## Prüfungszulassungsvoraussetzungen
Zur Prüfung vor einer Industrie- und Handelskammer kann zugelassen werden, wer
- einen Berufsabschluss in einem dreijährigen gastgewerblichen oder kaufmännischen Beruf und mindestens zweijährige Berufspraxis im Gastgewerbe
- einen Berufsabschluss in einem zweijährigen gastgewerblichen oder kaufmännischen Beruf und mindestens dreijährige Berufspraxis im Gastgewerbe oder
- eine mindestens fünfjährige Berufspraxis im Gastgewerbe nachweist

## Prüfungsdurchführung und Abschluss
Die Prüfung umfasst einen wirtschaftsbezogenen sowie einen handlungsfeldspezifischen Teil.
Nach erfolgreichem Abschluss aller Prüfungsteile vergibt die prüfende IHK den öffentlich-rechtlich anerkannten Abschluss Geprüfter Fachwirt im Gastgewerbe.